# Androstanolone
Pour les articles homonymes, voir DHT.
 (avril 2023).
Si vous disposez d'ouvrages ou d'articles de référence ou si vous connaissez des sites web de qualité traitant du thème abordé ici, merci de compléter l'article en donnant les références utiles à sa vérifiabilité et en les liant à la section « Notes et références ».
L'androstanolone, ou dihydrotestostérone (DHT), est un métabolite biologiquement actif de la testostérone, formé dans la prostate, les testicules, les follicules pileux et les glandes surrénales sous l'action d’une enzyme, la 5-α-réductase, par réduction de la liaison Δ(4,5). L’androstanolone est une hormone androgène. Son affinité pour le récepteur des androgènes est environ 3 fois plus forte que celle de la testostérone.[réf. nécessaire] Elle est responsable de la différenciation des organes génitaux externes en testicules à partir de la septième semaine du développement de l'embryon humain. Elle est connue pour être une hormone impliquée dans la chute de cheveux (alopécie androgénétique); pour contrer cela, la finastéride est un médicament autorisé contre la perte de cheveux; son mécanisme est de bloquer partiellement l'enzyme 5-α-réductase afin d'inhiber la transformation de la testostérone en dihydrotestostérone (DHT).

## Action
L'androstanolone est l'un des sous-actifs de la testostérone, dont l'effet est considéré comme plus marqué sur les variantes sexuelles reproductives (activité sexuelle, performances et capacité reproductive) et moins sur les variantes sexuelles physiologiques (morphologie, pilosité, croissance…).
L'action de cette molécule n'est pas totalement connue, notamment chez la femme. Sa présence est généralement assez faible chez l'homme adulte. Ses fonctions servent principalement à régler l'activité sexuelle chez l'homme. Un pic de production de l'androstanolone est sécrété dans les testicules lors de la montée d'un désir sexuel, entraînant la production du sperme, et influant sur la qualité de l'érection. Des études avaient été entreprises pour son utilisation dans le traitement des dysfonctionnements érectiles. Cependant la nature complexe de l'androstanolone et son action naturellement puissante et potentiellement mal supportée par des sujets qui n'en sont pas naturellement dotés n'a pas permis d'engager une fabrication de synthèse pour un usage du grand public.
Les conséquences connues sur l'activité sexuelle et la reproduction sont la production de spermatozoïdes ainsi que leur activité. Une présence plus importante d'androstanolone améliore considérablement la fertilité du sujet. Celle-ci a également des conséquences sur la qualité et la durée de l'érection, sur la durée et l'intensité de l'acte sexuel.  Par ailleurs, l'androstanolone est également présente en petites quantités dans le sperme d'un sujet doté d'un taux élevé. Elle n'a pas de conséquence sur le mécanisme reproductif mais peut influencer la partenaire en agissant comme un stimulant sexuel d'une part et en étant métabolisée par filtration dans le sang par conduction intra-utérine (action faible), ou en étant métabolisée par ingestion et transfert dans le sang (action plus significative) d'autre part, activant la production hormonale féminine, notamment celle de la progestérone, ce qui aura pour effet indirect de favoriser la production d'ovules et améliorer la fertilité. Enfin, l'androstanolone joue un rôle, assez mal défini cependant, sur l'activité et la production du testicule.

## Pathologie
L'androstanolone est soupçonnée d'être un facteur principal dans la chute des cheveux (calvitie androgénétique).
L’androstanolone est parfois utilisée en traitement de base préparatoire à des opérations de procréation médicalement assistée, cependant la difficulté à synthétiser et à doser cette molécule ainsi que la faible quantité naturelle disponible lui font préférer la stimulation ovarienne par œstrogènes.

## Traitement
L'androstanolone est le plus souvent appliqué sous forme de gel topique sur la poitrine, pour un effet localisé. Elle est généralement utilisée en complément d'un autre traitement plus fort, pour en renforcer ou équilibrer les effets et traiter la gynécomastie chez les hommes.[réf. nécessaire]